# Francis J. Beckwith
Francis J. "Frank" Beckwith (n. 1960) es un filósofo católico estadounidense. Tiene un título de pregrado en Derecho y es conocido dentro del evangelismo protestante como un académico. Beckwith se ha especializado principalmente en áreas de ética social, filosofía legal, filosofía de la religión, diseño inteligente y movimientos cristianos (christian countercult movement). Actualmente es director asociado del Instituto "J.M. Dawson Institute of Church-State Studies" y un profesor asociado sobre estudio de Iglesia-Estado en la Universidad Baylor. Beckwith, nació en la Ciudad de Nueva York y actualmente reside con su esposa en Texas. Es un miembro retirado del Instituto Discovery (Discovery Institute), el principal motor detrás del movimiento del diseño inteligente, cargo al que renunció en 2007. Beckwith se convirtió al catolicismo en 2007. Esto lo inspiró a escribir un libro que describe su viaje de fe, titulado Regreso a Roma: Confesiones de un católico evangélico publicado por Brazos Press. 

## Otras fuentes relevantes
- Kenneth D. Boa and Robert M. Bowman, Faith Has Its Reasons: An Integrative Approach to Defending Christianity (Colorado Springs: NAV Press, 2001) pp. 214-217